# کوم سه روک
کوم سه روک (کره‌ای: 금새록، زادهٔ ۶ سپتامبر ۱۹۹۲) بازیگر اهل کره جنوبی است. او به خاطر نقش‌های برجسته‌اش در کشیش بی‌اعصاب (۲۰۱۹) و جوانان ماه مه (۲۰۲۱) شناخته می‌شود.

## زندگی شخصی
کوم سه روک از مؤسسه هنر سئول در رشتهٔ بازیگری فارغ‌التحصیل شده‌است.

## حرفه
کوم سه روک حرفهٔ خود را با حضور در تبلیغات تلویزیونی و فیلم‌های کوتاه قبل از ایفای نقش فرعی در فیلم‌های ساکت‌شده (۲۰۱۵)، ترور (۲۰۱۵) و عشق، دروغ‌ها (۲۰۱۶) شروع کرد.
در سال ۲۰۱۷، او نقش مکمل را در فیلم موفق دلهره‌آور با ایمان ایفا کرد.
در سال ۲۰۱۸، او ابتدا به عنوان یکی از دختران درامای خانوادگی حالا با من ازدواج کن مورد توجه قرار گرفت و سپس به خاطر عملکردش به عنوان یک کارآگاه خشن تازه‌کار در مجموعهٔ تلویزیونی کمدی کشیش بی‌اعصاب (۲۰۱۹) نیز مورد استقبال قرار گرفت و برندهٔ جایزهٔ بهترین بازیگر تازه‌کار زن در مراسم جوایز درامای اس‌بی‌اس ۲۰۱۹ شد.
در سال ۲۰۱۹، او به فیلم نامه‌های پادشاه و به دنبال آن، فیلم بدن ما ملحق شد.
در سال ۲۰۲۰، او به درام شبکهٔ تی‌وی‌ان، به نام دراما استیج فصل ۳: همه اونجان که یک درام ویژه بود، پیوست.
در سال ۲۰۲۱، او به مجموعهٔ تلویزیونی شبکهٔ اس‌بی‌اس، جن‌گیر چوسان پیوست اما فقط دو قسمت روی آنتن رفت. این مجموعه به دلیل تحریف‌های تاریخی لغو شد و پس از توقف نمایش آن، باعث شد تا کوم سه روک نامهٔ عذرخواهی بنویسد. او بعداً به مجموعهٔ تلویزیونی کی‌بی‌اس، جوانان ماه مه پیوست که در مورد قیام گوانگجو در سال ۱۹۸۰ است. بعد از آن، او به برنامه تلویزیونی شبکهٔ اس‌بی‌اس، رستوران خیابان بک جونگ-وون از قسمت ۱۶۹ پیوست. او سپس به فیلم در را باز کن ملحق شد.

## فیلم‌شناسی

### فیلم
| سال  | عنوان                 | نقش                                   | توضیحات | منابع       |
| ---- | --------------------- | ------------------------------------- | ------- | ----------- |
| ۲۰۱۵ | ساکت‌شده               | اُیاما نائوکو                          |         |             |
| ۲۰۱۵ | ترور                  | فروشندهٔ عطر                           |         |             |
| ۲۰۱۶ | عشق، دروغ‌ها           | گیسنگ بزرگسال                         | مهمان   |             |
| ۲۰۱۶ | آخرین شاهدخت          | پارک جو اوک                           |         |             |
| ۲۰۱۶ | عصر سایه‌ها            | متصدی بار غذاخوری                     | مهمان   |             |
| ۲۰۱۶ | رودخانهٔ هان           | پرستار ۳                              |         |             |
| ۲۰۱۷ | پادشاه                | دوستِ جون هی سونگ                      |         |             |
| ۲۰۱۸ | با ایمان              | سو جونگ                               |         |             |
| ۲۰۱۸ | جاسوسی که به شمال رفت | افسر زن شماره ۳ بادیگاردهای رئیس‌جمهور |         |             |
| ۲۰۱۹ | نامه‌های پادشاه        | جین آه                                |         |             |
| ۲۰۱۹ | بدن ما                | هی جونگ                               |         |             |
| ن/م  | در را باز کن          |                                       |         | [ ۵ ] [ ۴ ] |

### مجموعه تلویزیونی
| سال  | عنوان                         | شبکه          | نقش           | توضیحات         | منابع |
| ---- | ----------------------------- | ------------- | ------------- | --------------- | ----- |
| ۲۰۱۶ | دختران توسعه دهندهٔ بازی       | ناور تی‌وی کست | جشن کازپلی ۲  | مجموعه اینترنتی |       |
| ۲۰۱۸ | حالا با من ازدواج کن          | کی‌بی‌اس۲       | پارک هیون ها  |                 |       |
| ۲۰۱۹ | کشیش بی‌اعصاب                  | اس‌بی‌اس        | سو سونگ آه    |                 | [ ۲ ] |
| ۲۰۱۹ | کلاس دروغ‌ها                   | اوسی‌ان        | ها سو هیون    |                 | [ ۶ ] |
| ۲۰۲۰ | دراما استیج فصل ۳: همه اونجان | تی‌وی‌ان        | کانگ ایل یونگ |                 |       |
| ۲۰۲۰ | جن‌گیر چوسان                   | اس‌بی‌اس        | هیوم          |                 |       |
| ۲۰۲۰ | جوانان ماه مه                 | کی‌بی‌اس۲       | لی سو ریون    |                 | [ ۳ ] |

### ورایتی شو
| سال        | عنوان                      | شبکه   | نقش  | توضیحات        | منابع             |
| ---------- | -------------------------- | ------ | ---- | -------------- | ----------------- |
| ۲۰۲۱–اکنون | رستوران خیابان بک جونگ وون | اس‌بی‌اس | مجری | قسمت ۱۶۹–اکنون | [ ۷ ] [ ۸ ] [ ۹ ] |

## جوایز و نامزدی‌ها
| مراسم جوایز         | سال  | عنوان جایزه              | نامزد / اثر          | نتیجه    | منابع  |
| ------------------- | ---- | ------------------------ | -------------------- | -------- | ------ |
| جوایز درامای کی‌بی‌اس | ۲۰۱۸ | بهترین بازیگر تازه‌کار زن | حالا با من ازدواج کن | نامزدشده |        |
| جوایز درامای اس‌بی‌اس | ۲۱۹  | بهترین بازیگر تازه‌کار زن | کشیش بی‌اعصاب         | برنده    | [ ۱۰ ] |